# Вдовенко, Евгений Викторович
Евгений Викторович Вдовенко (23 января 1978) — российский футболист, полузащитник.

## Биография
Воспитанник СДЮСШОР ВДФСО профсоюзов (Воронеж). На взрослом уровне начал выступать в 1996 году в составе дубля воронежского «Факела» в соревнованиях КФК. В 1997 году дебютировал на профессиональном уровне в составе «Локомотива» (Лиски), провёл в команде два сезона во втором дивизионе.
В 1999 году перешёл в латвийский «Вентспилс». Первые голы в чемпионате Латвии забил 1 мая 1999 года, отличившись «дублем» в ворота «ФК Полиции» (5:2). Всего в своём первом сезоне забил 11 голов и вошёл в десятку лучших бомбардиров, а его команда стала бронзовым призёром чемпионата. В 2000 и 2001 годах футболист со своим клубом становился серебряным призёром, однако был в этих сезонах менее результативен. Всего в высшей лиге Латвии сыграл 55 матчей и забил 16 голов.
В 2002—2003 годах выступал во втором дивизионе России за иркутскую «Звезду», провёл более 50 матчей.
В 2004 году снова играл за границей, на этот раз в Казахстане за «Шахтёр» (Караганда), перешёл в команду вместе с группой российских игроков под руководством тренера Алексея Беленкова. Дебютный матч за команду сыграл 6 апреля 2004 года против «Атырау», а первый гол забил 22 мая 2004 года в ворота «Ордабасы». Всего в высшей лиге Казахстана сыграл 29 матчей и забил 2 гола.
После ухода из казахстанского клуба несколько лет не выступал в профессиональном футболе. В 2008 году был на просмотре в латвийском клубе «Виндава» и российском «Амуре» (Благовещенск), однако безуспешно.
После завершения профессиональной карьеры работал детским и взрослым тренером в команде «Каскад» (Чернянка, Белгородская область), также выходил на поле как игрок. По состоянию на 2018 год работал спортивным директором молодёжной команды харьковского «Олимпика».